# Nikki Webster
Nikki Webster (Sydney, 30 aprile 1987) è una cantante e attrice australiana.
Ha avuto un ruolo di primo piano nella cerimonia di apertura delle Olimpiadi di Sidney 2000 e per il suo singolo Strawberry Kisses.
Ha iniziato a lavorare nel mondo dello spettacolo alla tenera età di cinque anni, recitando in ruoli importanti nei musical di Cenerentola e Aladino, per poi lavorare in televisione, nel cinema e nel mondo della musica pop.
È molto conosciuta ed apprezzata in patria, in cui i suoi singoli musicali sono risultati molte volte tra quelli più venduti.
In Australia, inoltre, ha vinto un Disco di Platino grazie alla canzone Strawberry Kisses.

## Carriera artistica

### Filmografia
- Priscilla - La regina del deserto (1994)
- Call Me Al - A Volunteer's Story (2004)

### Discografia
La prima canzone cantata da Nikki Webster è "Well Be One" uscito in Australia soltanto come singolo, nel 2000. L'anno successivo pubblicherà un nuovo singolo, il già citato "Strawberry Kisses", con cui riuscirà ad ottenere un notevole apprezzamento in patria e in parte anche fuori dall'Australia.
Follow Your Earth
- Uscito: 20 agosto 2001 (Australia)
- Chart posizioni: numero 5 Australia
- RIAA certification: Platinum ARIA
- Singoli estratti: 
  - "Strawberry Kisses" (Giugno 2001)
  - "Depend on Me" (Settembre 2001)
  - "The Best Days" (Dicembre 2001)

BLISS
- Uscito: 28 ottobre 2002 (Australia)
- Chart posizioni: numero 16 Australia
- RIAA certification: Gold ARIA
- Singoli estratti: 
  - "Something More Beautiful" (Giugno 2002)
  - "24/7 (Crazy 'Bout Your Smile)" (Ottobre 2002)

Let's Dance
- Uscito: 21 giugno 2004 (Australia)
- Chart posizioni: numero 46 Australia
- Singoli estratti: 
  - "Dancing in the Street" (Settembre 2003)
  - "Let's Dance" (Giugno 2004)